# Francesca Sgorbini
Francesca Sgorbini (Pesaro, 7 gennaio 2001) è una rugbista a 15 italiana, terza linea ala del club francese del Romagnat e internazionale dal 2019.

## Biografia
Formatasi fino ai 12 anni nelle Formiche Pesaro, squadra giovanile del club della sua città d'origine, proseguì la sua attività rugbistica nel Bologna con cui, nel 2017, giunse fino alle finali nazionali di Coppa Italia Seven.
Per la stagione successiva fu ingaggiata dal Colorno con cui, al primo anno di militanza, si aggiudicò il titolo di campione d'Italia a 17 anni; in quello stesso periodo fu convocata per l'Under-18 italiana impegnata nel campionato europeo di categoria in Francia.
Nella stagione successiva giunse la convocazione in nazionale maggiore e il debutto a Exeter di fronte all'Inghilterra nel Sei Nazioni 2019 concluso dalle Azzurre al secondo posto finale; il cammino in campionato si concluse con la semifinale persa contro Valsugana.
Al termine della stagione 2019-20, interrotta per decisione federale a causa delle norme di contrasto alla pandemia di COVID-19, Francesca Sgorbini fu ingaggiata dal club francese Romagnat, sezione femminile del Clermont; anche con tale nuova formazione si aggiudicò al debutto la vittoria nel campionato nazionale.
Nel 2025 figura tra le giocatrici italiane convocate alla Coppa del Mondo in Inghilterra.

## Palmarès
- Campionati italiani: 1
Colorno: 2017-18
- Campionati francesi: 1
Romagnat: 2020-21